# ماكسين غيتس
ماكسين غيتس (بالإنجليزية: Maxine Gates)‏ هي ممثلة أمريكية، ولدت في 3 مايو 1917 في الولايات المتحدة، وتوفيت بنفس المكان في 27 يوليو 1990.

## وصلات خارجية
- ماكسين غيتس على موقع IMDb (الإنجليزية)
- ماكسين غيتس على موقع قاعدة بيانات الفيلم (الإنجليزية)